# Campodorus ciliator
Campodorus ciliator là một loài tò vò trong họ Ichneumonidae.